# Orde van het Juweel van Sikkim
De  Orde van het Juweel van Sikkim werd in 1972 door de vorst van het op dat moment nog onafhankelijke Koninkrijk Sikkim ingesteld. Vorst Pälden Döndrub Namgyal, de regerende Chögyal van Sikkim, verleende de orde in drie graden.
- keten
- Tweede Klasse
- Derde Klasse

Het kleinood is een witgeëmailleerd gouden juweel in de vorm van een achtbloemige gestileerde lotusbloem met gouden nerf. Binnen een rode ring met een gouden Tibetaanse inscriptie is op het medaillon een berglandschap in de Himalaya afgebeeld.Tussen de bloemen van de lotus is een kleine gouden drietand gelegd. Als verhoging is een cirkel met een rood en gouden boeddhistisch symbool aangebracht.
De gouden ster van de orde heeft acht punten en in het midden een medaillon met de afbeelding van een berglandschap in de Himalaya binnen een rode ring waarop een gouden Tibetaanse inscriptie is geplaatst. Op de acht kortste stralen van de ster is een drietand gelegd.
De keten bestaat uit een dubbele gouden ketting met dertien medaillons. Aan deze ketting werd het gouden wapen van Sikkim gedragen.
Het lint is wit met strepen van oker en saffraan, de kleuren van de belangrijkste boeddhistische sekten in het land.
Omdat Sikkim in 1975 deel van India werd is de orde zelden toegekend.